# Nisída Días
Nisída Días är en ö i Grekland.   Den ligger i regionen Joniska öarna, i den sydvästra delen av landet, 280 km väster om huvudstaden Aten.